# تیودن
تیودن (به سوئدی: Tiveden) یک منطقهٔ مسکونی و جنگل در سوئد است که در Örebro County and Västra Götaland County, Sweden واقع شده‌است.